# Comuna Obolon, Semenivka
Obolon (în ucraineană Оболонь) este o comună în raionul Semenivka, regiunea Poltava, Ucraina, formată din satele Natalenkî, Obolon (reședința), Tukalî și Zikranți.

## Demografie
Componența lingvistică a comunei Obolon
     Ucraineană (98,18%)
     Rusă (1,57%)
     Alte limbi (0,15%)
Conform recensământului din 2001, majoritatea populației comunei Obolon era vorbitoare de ucraineană (98,18%), existând în minoritate și vorbitori de rusă (1,57%).